# Porto do Lobito
O Porto do Lobito é um porto angolano localizado na cidade do Lobito, na província de Benguela. Ele é conectado á Zona Comercial da cidade e ao bairro da Canata. Encontra-se na baía de Lobito que está separada do Oceano Atlântico pela restinga de Lobito.
O porto pertence ao governo angolano, sendo este o responsável por sua administração por meio da empresa pública Porto do Lobito E.P. A Porto do Lobito E.P foi instituída para administrar a licença de terminais para carga e descarga, além de terminal de passageiros. A maior transportadora do porto é a empresa estatal de logística angolana Unicargas.
Junto aos portos de Luanda (Luanda), Porto Amboim (Cuanza Sul), Moçâmedes (Namibe), Soyo (Zaire) e Cabinda (Cabinda), formam os maiores complexos portuários do país. É o maior porto do centro do país.
O porto é a testa do Caminho de Ferro de Benguela, que traz cargas desde a cidade do Tenque, na República Democrática do Congo. Outra ligação de escoamento importante é feita pela rodovia EN-100.
Os operários do porto possuem uma equipa desportiva, a Casa do Pessoal do Porto do Lobito (CPPL).